# Kavaklıgöl, Niğde
Kavaklıgöl là một xã thuộc huyện Çamardı, tỉnh Niğde, Thổ Nhĩ Kỳ. Dân số thời điểm năm 2011 là 184 người.